# アーサー・サマセット (1851-1926)

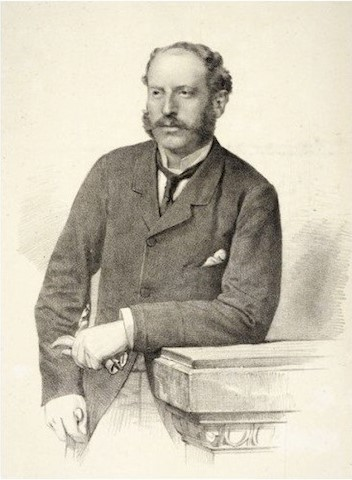
アーサー・サマセット卿のリトグラフ

ヘンリー・アーサー・ジョージ・サマセット卿（英語: Lord Henry Arthur George Somerset DL、1851年11月17日 - 1926年5月26日）は、ヴィクトリア朝期イギリスの将校・廷臣。兄のヘンリー・サマセット卿と同様、同性愛スキャンダルによって立場を失い、国外に去った。

## 生涯
第8代ボーフォート公爵ヘンリー・サマセットと、初代ハウ伯爵リチャード・カーゾン＝ハウの娘レディ・ジョージーナ・カーゾンの間の第5子・四男。1869年、官職購買により王室近衛騎兵隊所属の少尉に任官。1871年中尉、1877年大尉、1883年少佐に進んだ。1885年、父の従弟にあたるナイジェル・キングスコートの後任としてウェールズ公（後のエドワード7世王）付の厩舎長（superintendent of the stables）及び員外近侍（extra equerry-in-waiting）に任命される。
アーサー卿は1889年に発生したクリーヴランド・ストリート・スキャンダルの関係者として取り沙汰された。この事件で摘発された男娼を複数名買い、彼らと性交に及んだ者の1人であることが明るみになったからである。彼は1889年8月7日に警察の事情聴取を受け、聴取記録は現存しないものの、内容は法務長官リチャード・ウェブスター、訟務長官エドワード・クラーク、検事総長オーガスタス・ケッペル・スティーヴンソンのいずれもが男性間性行為を禁じる1885年刑法改正令に抵触すると認めざるを得ないものだった。王室の高位廷臣であるアーサー卿の名前が醜聞に絡むことに恐縮した一部の新聞は、彼の名前の掲載を避けた。ロンドン警視庁にウェールズ公の長男で次期王位継承者のアルバート・ヴィクター王子が男娼館の顧客であるとの情報を漏らしたのは、アーサー卿だと信じられている。
事情聴取後、内務大臣ランダッフ卿は検事総長に対し、アーサー卿にしばらく何も手出しをせぬようにと伝えた。警視庁はアーサー卿の事件関与のさらなる証拠を確保した。これに対し、アーサー卿も自身の顧問弁護士が逮捕された男娼館の少年たちを弁護するよう取り計らった。同年8月22日、警察の2回目の事情聴取が行われると、アーサー卿はついに近衛騎兵隊を辞め、ウェールズ公に出国の許しを乞うた。
アーサー卿は南ドイツの湯治場バート・ホンブルクに移るが、すぐに英国に帰国した。しかし、9月に自身の刑事告訴が迫っているとの情報を掴んだ彼は、フランスに再出国した。11月、アーサー卿は陸軍及びウェールズ公の家政機関での役職を辞任した。イスタンブル、ブダペスト、ウィーンなど欧州大陸の大都市を転々とした後、フランスに戻り、同国人の恋人ジェームズ・ニール（James Neale）と暮らした。1926年、南仏コート・ダジュールの都市イエールで没した。

## 引用・脚注
1. ↑  "No. 23521". The London Gazette (英語). 30 July 1869. p. 4251.
2. ↑  "No. 23768". The London Gazette (英語). 18 August 1871. p. 3643.
3. ↑  "No. 24532". The London Gazette (英語). 18 December 1877. p. 7250.
4. ↑  "No. 25268". The London Gazette (英語). 11 September 1883. p. 4449.
5. ↑  "No. 25468". The London Gazette (英語). 8 May 1885. p. 2104.
6. ↑  H. Montgomery Hyde, "The Cleveland Street Scandal" (W.H. Allen Ltd, 1976), p. 32-3.
7. ↑  H. Montgomery Hyde, "The Cleveland Street Scandal" (W.H. Allen Ltd, 1976), p. 35.
8. ↑  "No. 25990". The London Gazette (英語). 5 November 1889. p. 5853.
9. ↑  "No. 25991". The London Gazette (英語). 8 November 1889. p. 5919.
10. ↑  Heffer, Simon (2017), The Age of Decadence: Britain 1880 to 1914, Random House
11. ↑  Kaplan, Morris B. (2005), Sodom on the Thames: Sex, Love, And Scandal in Wilde Times, Cornell University Press, ISBN 0-8014-3678-8